# Štefan Perš
Štefan Perš, slovenski veteran vojne za Slovenijo, * 1958.

## Odlikovanja in nagrade
Leta 2004 je prejel častni znak svobode Republike Slovenije z naslednjo utemeljitvijo: »za izjemne zasluge pri obrambi svobode in uveljavljanju suverenosti Republike Slovenije«.